# Emmanuel Binga
 (mars 2013).
Si vous disposez d'ouvrages ou d'articles de référence ou si vous connaissez des sites web de qualité traitant du thème abordé ici, merci de compléter l'article en donnant les références utiles à sa vérifiabilité et en les liant à la section « Notes et références ».
Emmanuel Binga, né le 12 novembre 1983 à Paris, est un mannequin, comédien et chroniqueur français.

## Biographie

### Débuts de comédien
Passionné de cinéma et véritable téléphile depuis son plus jeune âge, c’est à 15 ans qu’il est repéré par une directrice de casting. Cela le conduit à faire de la figuration pour plusieurs séries policières : Commissaire Moulin, Navarro, Julie Lescaut. C’est alors qu’il découvre le métier d’acteur et le milieu artistique, et devient ensuite « acteur de complément » à différentes reprises. Il est repéré sur une plage en Guadeloupe et lui est proposé de jouer dans la saison 1 et 2 du feuilleton télévisé Baie des flamboyants. Il y jouera le rôle de Dany.

### Carrière de mannequinat
En 2008, il est contacté par des agences de mannequins et effectue de nombreuses campagnes publicitaires, des défilés et des showrooms pour diverses marques. La même année, Emmanuel se présente au concours Mister Guadeloupe et termine 1er Dauphin. Puis en 2010, il représente la Guadeloupe au concours de Mister Monde à Incheon, près de Séoul en Corée du Sud, et accède à la 6e place.

### Carrière télévisuelle
En 2010, il est contacté par RFO (aujourd’hui devenu Guadeloupe 1ère (télé) où il présente de manière hebdomadaire sa chronique « Buzz du Net » dans l’émission « En attendant l’info ». En 2011, on le retrouve toujours sur Guadeloupe 1ère (télé), deux fois par semaine, dans la nouvelle émission culturelle quotidienne "Studio 1ère" . Il y présente deux rubriques, à savoir « Connect » dans laquelle il traite de l'actualité d'internet et des nouvelles technologies et « Immersion » où il fait découvrir aux téléspectateurs la vie de divers associations.

## Mannequinat
- Campagne de Publicité : Orange (entreprise) Caraïbes
- Campagne de Publicité : Auchan
- Campagne de Publicité : ESSEC
- Campagne de Publicité : Excellence
- Mannequin showroom : Nike

## Filmographie

### Cinéma
- 2001 : Long Métrage La clé de chez elle - Rôle de Didier [réf. nécessaire]
- 2009 : Court métrage « 9 mètres carrés » - Rôle de Joshua [réf. nécessaire]<! Réalisateur ?, etc.!>

- 2016 : Long Métrage Le gang des antillais  - Rôle de Luc Rénette [réf. nécessaire]<! Réalisateur Jean Claude Barny Genre : Thriller; Durée : 90 minutes;

### Télévision
- 2000 : Navarro – Acteur de complément
- 2000 : Julie Lescaut – Acteur de complément
- 2001 : Commissaire Moulin - Acteur de complément
- 2007 : Baie des flamboyants – Silhouette
- 2007 : Tongs et paréo de Philippe Giangreco - Silhouette
- 2008 : Baie des flamboyants – Rôle de Dany

### Doublage
- 2011 : « Kiango », Dessin animé - Doublage de voix en français [réf. nécessaire]

## Émissions de télévision

### Chroniqueur
- 2010-2011 : « En attendant l’info », Rubrique « Buzz du Net » - Guadeloupe 1ère (télé), (France Télévisions)
- 2011 : « Studio Première », Rubriques « L'actualité sur le net » et « Immersion en associations » - Guadeloupe 1ère (télé), (France Télévisions)

### Co présentateur
- 2015_Canal + Évent )

Rallye automobile la ronde de jarry

### Voix off
- 2011 : Voix habillage d'antenne - Guadeloupe 1ère (télé), (France Télévisions)